# Al-Bilad al-Qadim
al-Bilād al-Qadīm (in arabo البلاد القديم‎?, ossia "città antica") è una città del Bahrain, vicino alla città di Zinj. Prima dell'invasione portoghese era la capitale del Bahrain.